# Équipe du Panama de rugby à XV
L'équipe du Panama de rugby à XV rassemble les meilleurs joueurs de rugby à XV du Panama. Elle est membre de la Confederación sudamericana de rugby et joue actuellement dans la Division C du Championnat d'Amérique du Sud.